# Калініна Ірина Володимирівна
Ірина Володимирівна Калініна (нар. 08 лютого 1959, Пенза, СРСР) — радянська спортсменка, яка спеціалізується на стрибках у воду. Закінчила факультет фізичного виховання Пензенського педагогічного інституту імені В.Г. Белінського (1980).